# Triraphis limbativentris
Triraphis limbativentris är en stekelart som först beskrevs av Günther Enderlein 1920.  Triraphis limbativentris ingår i släktet Triraphis och familjen bracksteklar. Inga underarter finns listade i Catalogue of Life.